# Begonia bulbillifera
Begonia bulbillifera là một loài thực vật có hoa trong họ Thu hải đường. Loài này được Link & Otto mô tả khoa học đầu tiên năm 1831.